# リーガ・エスパニョーラ2005-2006
スペインのサッカー国内リーグであるリーガ・エスパニョーラの第75シーズンは、2005年8月27日から2006年5月20日に開催された。セグンダ・ディビシオン2004-2005で1部リーグ昇格を決め、本季よりプリメーラ・ディビシオンに参戦するのは、カディスCF、セルタ・デ・ビーゴ、デポルティーボ・アラベスの3チーム。
FCバルセロナが2季連続18回目の優勝を達成した。なお、バルセロナはUEFAチャンピオンズリーグ 2005-06にも14季ぶり2回目の欧州制覇を果たした。

## チーム編成

### レアル・マドリード
レアル・マドリードは、2年間、優勝を逸していたが、ヴァンデルレイ・ルシェンブルゴ監督を継続。また、ロナウド・ナザーリオ（2002ー07）、ロベルト・カルロス（1996－07）の3人のブラジル人に加えて、ジュリオ・セーザル・クレメンテ・バチスタ、ロビーニョがスカウトされた。また、カルロス・ディオゴ、パブロ・ガルシアの2人のウルグアイ人選手も投入された。セルヒオ・ラモス（2005-21）は、１８歳で、１０代で最高の２７００万ユーロの移籍金でセビージャから移った 。
さらに、シシーニョ（ブラジル）、アントニオ・カッサーノ（イタリア）も含めて、フロレンティノ・ペレス会長は、過去最高額の9200万ユーロを費やした。このように、監督と5人の選手のブラジル勢で、レアル・マドリードならぬ、「レアル・ブラジル」とも言われた。
こういう中、ギャラクティコ（銀河系軍団）の最初の有名選手ルイス・フィーゴ（2000-05）は、ワルテル・サムエルと共にインテル・ミラノに移籍。サムエルは、前シーズンの最高額移籍者であったが、同チームに馴染めなかった。マイケル・オーウェン（イングランド）も１年で、ニューカッスル・ユナイテッド・FCに移籍。

### FCバルセロナ
FC バルセロナでは、5年間プレーしたジェラール・ロペスが、モナコに移籍した。チームでは、欧州リーグ戦優勝に目標を置き、フランク・ライカールト監督の要請で、前年の欧州チャンピオン・リーグで、最終にPSVアイントホーフェンからマルク・ファン・ボメルが移籍。アスレティック・ビルバオからサンティアゴ・エスケーロが入った。
一方、リオネル・メッシは、将来を見出されて、2000年に、家族と共にバルセロナに移り住んでいた。2001年1月に契約が成立し、C、Bチームで成長。17歳の2004年に、第1リーグ戦にてデビューした。05-06年シーズン時には、スペイン国籍を獲得しており、改めてチームと2014年までの契約をし、第１リーグに参戦することができるようになった。また、2005 FIFAワールドユース選手権で、アルゼンチン・チームから参加し、最優秀選手・得点王となった 。

## 経過

### オサスナ
初めの数か月は、注目を浴びていなかったCAオサスナがリードをした。このチームは前年季の優秀選手2人が去っていたが、バスク系メキシコ人のハビエル・アギーレ監督の下、その後も良い順位を保っていた。

### バルセロナ
一方、FCバルセロナは、エル・クラシコにて、3対0で勝利した。これは、エトーの１ゴールとロナウジーニョの２ゴールであった。この２ゴールは、レアル・マドリードのファンも称賛する見事なプレーであった。
その後も、10～1月までの間に、FCバルセロナは14連勝をして、群を抜いていた。これは、メッシとロナウジーニョ、エトーの功績によるものであった。
しかしながら、エトーは、カメルーン出身で、アフリカン・カップに出場する為、1か月間、不在。また、シャビ・エルナンデスは、膝の重傷で5か月間欠場となった。この為、アンドレス・イニエスタが、レギュラーとして出場することになり、将来のスターが生まれる契機となった。
この為、FCバルセロナの勢いは、一時、弱まったものの、リーグの終りを待たずに優勝を確保し、欧州リーグ戦に集中できるようになった。

### レアル・マドリード
一方、レアル・マドリードは、不安定な状態で、重要な試合を逃すこともあった。この為、冬場には、ヴァンデルレイ・ルシェンブルゴ監督は解雇され、01年からレアル・マドリードの若手チームの監督をしていた、フアン・ラモン・ロペス・カロに替えられた。しかし、その後も、チームは振るわず、フロレンティノ・ペレス会長も辞任に追い込まれるところであった。
この年の5月7日、ジネディーヌ・ジダン(2001－06)は、レアル・マドリードのホームの試合を最後に引退した。この試合で、彼は、2番目のゴールを決めて、有終の美を飾った。その後、5月20日の最終日まで、2位の決定は、レアル・マドリードとバレンシアFCの間で争われた。バレンシアFCのGK、サンティアゴ・カニサレスは、徹底的な防衛で、0対0に持って行った。一方、もう１つの試合、レアル・マドリード対オサスナでは、後者のホームの試合で、前者が、1ゴールを辛うじて獲得した。逆に、バレンシアFCは、最後のオサスナのホームでの試合で負けた為、最終的にレアル・マドリードが2位、バレンシアFCが3位、オサスナが4位となった。

## 順位
| 順位 | クラブ名                           | 勝点 | 勝 | 分 | 負 | 得点 | 失点 | 差  | 備考                                                  |
| ---- | ---------------------------------- | ---- | -- | -- | -- | ---- | ---- | --- | ----------------------------------------------------- |
| 1    | FCバルセロナ                       | 82   | 25 | 7  | 6  | 80   | 35   | +45 | UEFAチャンピオンズリーグ 2006-07 グループリーグ出場権 |
| 2    | レアル・マドリード                 | 70   | 20 | 10 | 8  | 70   | 40   | +30 | UEFAチャンピオンズリーグ 2006-07 グループリーグ出場権 |
| 3    | バレンシアCF                       | 69   | 19 | 12 | 7  | 58   | 33   | +25 | UEFAチャンピオンズリーグ 2006-07 3回戦出場権          |
| 4    | CAオサスナ                         | 68   | 21 | 5  | 12 | 49   | 43   | +6  | UEFAチャンピオンズリーグ 2006-07 3回戦出場権          |
| 5    | セビージャFC                       | 68   | 20 | 8  | 10 | 54   | 39   | +15 | UEFAカップ 2006-071回戦出場権                         |
| 6    | セルタ・デ・ビーゴ                 | 64   | 20 | 4  | 14 | 45   | 33   | +12 | UEFAカップ 2006-071回戦出場権                         |
| 7    | ビジャレアルCF                     | 57   | 14 | 15 | 9  | 50   | 39   | +11 | UEFAインタートトカップ 2006 3回戦出場権               |
| 8    | デポルティーボ・デ・ラ・コルーニャ | 55   | 15 | 10 | 13 | 47   | 45   | +2  |                                                       |
| 9    | ヘタフェCF                         | 54   | 15 | 9  | 14 | 54   | 49   | +5  |                                                       |
| 10   | アトレティコ・マドリード           | 52   | 13 | 13 | 12 | 45   | 37   | +8  |                                                       |
| 11   | レアル・サラゴサ                   | 46   | 10 | 16 | 12 | 46   | 51   | -5  |                                                       |
| 12   | アスレティック・ビルバオ           | 45   | 11 | 12 | 15 | 40   | 46   | -6  |                                                       |
| 13   | RCDマジョルカ                      | 43   | 10 | 13 | 15 | 37   | 51   | -14 |                                                       |
| 14   | レアル・ベティス                   | 42   | 10 | 12 | 16 | 34   | 51   | -17 |                                                       |
| 15   | RCDエスパニョール                  | 41   | 10 | 11 | 17 | 36   | 56   | -20 | UEFAカップ 2006-071回戦出場権                         |
| 16   | レアル・ソシエダ                   | 40   | 11 | 7  | 20 | 48   | 65   | -17 |                                                       |
| 17   | ラシン・サンタンデール             | 40   | 9  | 13 | 16 | 36   | 49   | -13 |                                                       |
| 18   | アラベス                           | 39   | 9  | 12 | 17 | 35   | 54   | -19 | セグンダ・ディビシオンに自動降格                      |
| 19   | カディスCF                         | 36   | 8  | 12 | 18 | 36   | 52   | -16 | セグンダ・ディビシオンに自動降格                      |
| 20   | マラガCF                           | 24   | 5  | 9  | 24 | 36   | 68   | -32 | セグンダ・ディビシオンに自動降格                      |

1. ↑  “El Madrid paga la cláusula de 27 millones por Sergio Ramos”.   as.com. 2024年6月30日閲覧。
2. ↑  “Messi recoge el premio al mejor jugador joven del mundo”.   as.com. 2024年6月30日閲覧。
3. ↑  コパ・デル・レイ2005–06に優勝した為

## ピチーチ賞
最も多く得点を挙げた選手にはピチーチ賞が贈られる。
| 順位 | 選手                     | クラブ                             | ゴール数 |
| ---- | ------------------------ | ---------------------------------- | -------- |
| 1    | サミュエル・エトオ       | FCバルセロナ                       | 26       |
| 2    | ダビド・ビジャ           | バレンシアCF                       | 25       |
| 3    | ロナウジーニョ           | FCバルセロナ                       | 17       |
| 4    | ディエゴ・ミリート       | レアル・サラゴサ                   | 15       |
| 5    | ロナウド                 | レアル・マドリード                 | 14       |
| 6    | フェルナンド・バイアーノ | セルタ・デ・ビーゴ                 | 13       |
| 6    | フェルナンド・トーレス   | アトレティコ・マドリード           | 13       |
| 8    | エベルトン               | レアル・サラゴサ                   | 12       |
| 8    | フアン・ロマン・リケルメ | ビジャレアルCF                     | 12       |
| 8    | ディエゴ・トリスタン     | デポルティーボ・デ・ラ・コルーニャ | 12       |

## サモラ賞
平均失点数が最も低いゴールキーパーにはサモラ賞が贈られる。
| 順位 | 選手                     | クラブ                             | 試合 | 失点 | 失点率 |
| ---- | ------------------------ | ---------------------------------- | ---- | ---- | ------ |
| 1    | ホセ・マヌエル・ピント   | セルタ・デ・ビーゴ                 | 36   | 28   | 0.78   |
| 2    | サンティアゴ・カニサレス | バレンシアCF                       | 36   | 29   | 0.81   |
| 3    | ビクトル・バルデス       | FCバルセロナ                       | 35   | 29   | 0.83   |
| 4    | レオ・フランコ           | アトレティコ・マドリード           | 32   | 33   | 0.97   |
| 5    | イケル・カシージャス     | レアル・マドリード                 | 37   | 38   | 1.03   |
| 6    | アンドレス・パロップ     | セビージャFC                       | 36   | 37   | 1.03   |
| 7    | セバスティアン・ビエラ   | ビジャレアルCF                     | 28   | 30   | 1.07   |
| 8    | リカルド・ロペス         | CAオサスナ                         | 30   | 35   | 1.17   |
| 9    | フランシスコ・モリーナ   | デポルティーボ・デ・ラ・コルーニャ | 38   | 45   | 1.18   |
| 10   | トニ・プラッツ           | RCDマヨルカ                        | 30   | 36   | 1.20   |

参考
https://www.google.com